# Henk Meijer
Henk Meijer es un deportista neerlandés que compitió en taekwondo. Ganó dos medallas en el Campeonato Mundial de Taekwondo en los años 1983 y 1985, y dos medallas en el Campeonato Europeo de Taekwondo en los años 1982 y 1988.

## Palmarés internacional
| Campeonato Mundial | Campeonato Mundial     | Campeonato Mundial | Campeonato Mundial |
| Año                | Lugar                  | Medalla            | Categoría          |
| ------------------ | ---------------------- | ------------------ | ------------------ |
| 1983               | Copenhague (Dinamarca) | Medalla de bronce  | +84 kg             |
| 1985               | Seúl (Corea del Sur)   | Medalla de oro     | +83 kg             |
| Campeonato Europeo |                        |                    |                    |
| Año                | Lugar                  | Medalla            | Categoría          |
| 1982               | Roma (Italia)          | Medalla de oro     | +84 kg             |
| 1988               | Ankara (Turquía)       | Medalla de bronce  | +83 kg             |